# Jackson (Nebraska)
Jackson es una villa ubicada en el condado de Dakota en el estado estadounidense de Nebraska. En el Censo de 2010 tenía una población de 223 habitantes y una densidad poblacional de 191,34 personas por km².

## Geografía
Jackson se encuentra ubicada en las coordenadas 42°26′53″N 96°34′17″O / 42.44806, -96.57139. Según la Oficina del Censo de los Estados Unidos, Jackson tiene una superficie total de 1.17 km², de la cual 1.17 km² corresponden a tierra firme y (0%) 0 km² es agua.

## Demografía
Según el censo de 2010, había 223 personas residiendo en Jackson. La densidad de población era de 191,34 hab./km². De los 223 habitantes, Jackson estaba compuesto por el 87.89% blancos, el 0% eran afroamericanos, el 0.9% eran amerindios, el 2.24% eran asiáticos, el 3.14% eran isleños del Pacífico, el 3.14% eran de otras razas y el 2.69% pertenecían a dos o más razas. Del total de la población el 5.38% eran hispanos o latinos de cualquier raza.